# From the NEW WORLD
『from the NEW WORLD』（フロム・ザ・ニューワールド）は、日本のロックバンド、FoZZtoneのアルバム。2010年12月1日から同年12月10日までの期間限定受注。

## 概要
業界初のオーダーメイドアルバム。2010年8月に公式サイトにて渡會将士自身による企画文を発表した。
この企画は、ユーザーが候補曲10曲の中から8曲を選曲し、曲順を指定して注文すると、選曲ディレクターとしてユーザー自身の名前がクレジットされた世界に1枚だけのオリジナル・アルバムが届くというもの。候補曲はライブにて披露された音源が配信され、それをもとにユーザーが選曲・曲順決定をするというシステムであった（収録される音源はスタジオでレコーディングした音源）。また公式サイトにて、イントロ・アウトロの視聴や、YouTubeにてレコーディング映像を配信するなどの措置もとられた。
当初、2010年12月1日から同年12月31日の1ヶ月の期間中に、1000枚限定で受注する予定であった。しかし、受注開始日当日にアクセスが集中し、その日のうちに予定枚数の1000枚を売り切ってしまう、という事態が発生。これを受けて、急遽枚数制限なし、同年12月10日24時までの期間限定受注に変更して受注を行った。
パッケージは紙ジャケット仕様。CDの盤は多くの異なるプレイリストでアルバムを作るという企画上、CD-Rが使用された。歌詞カードは公式サイトのイラストが使用されている（イラストは渡會が担当）。

## 候補曲
- Jaguar in the stream
（作詞・作曲：渡會将士）
ライブ音源配信：2010年9月29日
3rdアルバム「NEW WORLD」に収録。
- 猿飛
（作詞・作曲：渡會将士）
ライブ音源配信：2010年11月3日
タイトルは「さるとび」と読む。
3rdアルバム「NEW WORLD」には未収録。
- Stone in the black boots
（作詞・作曲：渡會将士）
ライブ音源配信：2010年11月3日
3rdアルバム「NEW WORLD」に収録。
- レインメイカー
（作詞・作曲：渡會将士）
ライブ音源配信：2010年11月10日
3rdアルバム「NEW WORLD」に収録。
- ロードストーン
（作詞・作曲：渡會将士）
ライブ音源配信：2010年11月10日
3rdアルバム「NEW WORLD」に別バージョンで収録。そのため、本作の候補曲の中で唯一スタジオ音源が配信されている。
- slow flicker
（作詞・作曲：渡會将士）
ライブ音源配信：2010年11月17日
3rdアルバム「NEW WORLD」に収録。
- HELLO,C Q D
（作詞：渡會将士　作曲：竹尾典明）
ライブ音源配信：2010年11月17日
3rdアルバム「NEW WORLD」に収録。
- 海へ行かないか
（作詞・作曲：渡會将士）
ライブ音源配信：2010年11月24日
3rdアルバム「NEW WORLD」に収録。
- 4D
（作詞：渡會将士　作曲：竹尾典明）
ライブ音源配信：2010年11月24日
3rdアルバム「NEW WORLD」に収録。
- 白鯨
（作詞：渡會将士　作曲：竹尾典明）
ライブ音源配信：2010年11月24日
タイトルは「はくげい」と読む。
3rdアルバム「NEW WORLD」に別バージョンで収録。また、このスタジオ音源は、ライブで演奏されたものとはアレンジも歌詞も大きく異なる。

全編曲：FoZZtone

以上の候補曲の中から8曲を選ぶというシステムであった。

## from the NEW WORLD × TOWER RECORDS
3rdアルバム「NEW WORLD」発売に先駆け、タワーレコードのスタッフが上記10曲に新曲「口笛男」を追加した全11曲の中から選曲した企画盤。2011年6月8日発売。
全店舗共通の通常盤に加え、渋谷店、岡山店、仙台パルコ店、金沢フォーラス店、京都店、新宿店、広島店、横浜モアーズ店、池袋店、梅田ＮＵ茶屋町店、名古屋パルコ店、新潟店、福岡店の13店舗バージョンの全14種同時発売。13店舗バージョンはそれぞれの店舗限定で販売、タワーレコードオンラインを含むその他の店舗では通常盤が販売される。なお、13店舗バージョンは収録曲数、曲順、価格がそれぞれ異なる。
なお、「口笛男」は全バージョン共通で収録されている。また、「海へ行かないか」は全バージョンのどれにも収録されていない。

### 収録内容
- 通常盤 （全4曲収録、800円）

1. 口笛男
2. レインメイカー
3. 猿飛
4. 白鯨

- 渋谷店 （全8曲収録、1600円）

1. 口笛男
2. 4D
3. レインメイカー
4. Jaguar in the stream
5. 猿飛
6. 白鯨
7. HELLO,C Q D
8. ロードストーン

- 仙台パルコ店 （全6曲収録、1200円）

1. 4D
2. 猿飛
3. レインメイカー
4. 口笛男
5. slow flicker
6. ロードストーン

- 京都店 （全5曲収録、1000円）

1. 口笛男
2. レインメイカー
3. 猿飛
4. slow flicker
5. ロードストーン

- 広島店 （全3曲収録、600円）

1. レインメイカー
2. 猿飛
3. 口笛男

- 池袋店 （全5曲収録、1000円）

1. ロードストーン
2. レインメイカー
3. 4D
4. slow flicker
5. 口笛男

- 名古屋パルコ店 （全5曲収録、1000円）

1. 口笛男
2. レインメイカー
3. 猿飛
4. slow flicker
5. ロードストーン

- 福岡店 （全5曲収録、1000円）

1. 4D
2. 猿飛
3. 口笛男
4. レインメイカー
5. Jaguar in the stream

- 岡山店 （全5曲収録、1000円）

1. 口笛男
2. 猿飛
3. Jaguar in the stream
4. レインメイカー
5. ロードストーン

- 金沢フォーラス店 （全5曲収録、1000円）

1. 口笛男
2. 猿飛
3. Jaguar in the stream
4. 4D
5. レインメイカー

- 新宿店 （全3曲収録、600円）

1. 口笛男
2. Jaguar in the stream
3. ロードストーン

- 横浜モアーズ店 （全6曲収録、1200円）

1. 4D
2. Stone in the black boots
3. ロードストーン
4. 猿飛
5. 白鯨
6. 口笛男

- 梅田 NU 茶屋町店 （全6曲収録、1200円）

1. 猿飛
2. Stone in the black boots
3. 口笛男
4. レインメイカー
5. Jaguar in the stream
6. ロードストーン

- 新潟店 （全5曲収録、1000円）

1. レインメイカー
2. 猿飛
3. 口笛男
4. 白鯨
5. ロードストーン